# Włodzimierz Graliński
Włodzimierz Graliński (ur. 30 sierpnia?/11 września 1892 w Zgierzu, zm. 20 czerwca 1954 w Łodzi) – działacz samorządowy, członek Obozu Zjednoczenia Narodowego i Stronnictwa Demokratycznego, współpracował na rzecz ratowania Żydów podczas II wojny światowej.

## Życiorys
Urodził się 11 września 1892 w Zgierzu, jako syn Franciszka. W latach 1912–1914 był kancelistą i sekretarzem Zjazdu Sędziów Pokoju w Łodzi. Podczas I wojny światowej przebywał w Kijowie, gdzie pełnił funkcję kierownika biura pełnomocnika do spraw opałowych. Przed 1920 został wdowcem. W 1920 powrócił do Polski, gdzie podjął w Zarządzie Miejskim w Łodzi. Przed II wojną światową został wicedyrektorem Zarządu Miejskiego, był także sekretarzem Rady Miejskiej w Łodzi w 1939 i był członkiem Obozu Zjednoczenia Narodowego. Z czasem dołączył do Stronnictwa Demokratycznego.
Po wybuchu wojny, w grudniu 1939 został wysiedlony do Krakowa, skąd udał się do Warszawy. Tam współpracował z Konspiracyjną Radą Pomocy Żydom oraz Julianem Grobelnym z „Żegoty”. Pełniąc funkcję kierownika administracyjnego Domu Kwarantanny na Lesznie, który podlegał Wydziałowi Zdrowia Miejskiego Warszawy, ukrywał w swoim mieszkaniu służbowym Żydów (Niemcy unikali wizyt w budynku w obawie przed zarażeniem). Po przejściu do działalności w ramach Rady Głównej Opiekuńczej w 1943 i rezygnacji z pracy w Domu Kwarantanny, zachował swoje mieszkanie i dalej pomagał Żydom. Jedną z osób, które ukrywał Graliński był Edward Rosset, demograf i późniejszy profesor Uniwersytetu Łódzkiego. Po upadku powstania warszawskiego Graliński zamieszkał w Piotrkowie Trybunalskim, a w lutym 1945 powrócił do Łodzi, na przedwojenne stanowisko wicedyrektora Zarządu Miejskiego w Łodzi. W 1950 pełnił przez kilka miesięcy funkcję kierownika Wydziału Ogólnego Prezydium Rady Narodowej miasta Łodzi. W latach 1952–1954 był pracownikiem dyrekcji Państwowego Szpitala Klinicznego Akademii Medycznej w Łodzi.
Został pochowany w części rzymskokatolickiej Starego Cmentarza w Łodzi.

## Odznaczenia
- Złoty Krzyż Zasługi (8 maja 1946)[9]